# Nandikotkūr
Nandikotkūr är en ort i Indien.   Den ligger i distriktet Kurnool och delstaten Andhra Pradesh, i den södra delen av landet, 1 400 km söder om huvudstaden New Delhi. Nandikotkūr ligger 303 meter över havet och antalet invånare är 45 343.
Terrängen runt Nandikotkūr är platt. Runt Nandikotkūr är det ganska tätbefolkat, med 149 invånare per kvadratkilometer. Nandikotkūr är det största samhället i trakten. Trakten runt Nandikotkūr består till största delen av jordbruksmark.